# X-Wars
X-Wars war ein free-to-play Browserspiel, bei dem tausende Spieler in Echtzeit aufeinandertrafen. Es handelte sich um ein Massive Multiplayer Online Game mit Elementen von Echtzeit-Strategiespielen und Wirtschaftssimulationen. Der Inhalt des Spieles war es, Planeten zu kolonisieren und aufzubauen, Raumschiffe zu gestalten, herzustellen und zu kommandieren, sowie mit anderen Spielern Handel zu treiben oder Kämpfe auszutragen.
Unter anderem gewann X-Wars den SBG Gold Award des Jahres 2005 in der Kategorie der größten Spiele und wurde von der Zeitschrift C’t als bestes kostenloses Browserspiel ausgezeichnet.

## Entstehung und Geschichte
X-Wars startete als Freizeitprojekt von Sebastian Lagemann und Nils Mitoussis. Im Mai 2002 wurde die erste spielbare Version auf einem eigenen Server veröffentlicht. Es folgte im selben Jahr eine zweite Beta, in der erstmals komplett selbst zusammengestellte Raumschiffe und vielfältige Flottenoperationen möglich waren.
Zu Beginn des Jahres 2003 traten die Entwickler in Verhandlung mit Tiscali Games für einen Sponsoring-Vertrag. Anfang April 2003 startete die dritte Beta. Mit dem Wechsel zu Tiscali wurde X-Wars erstmals von den Massenmedien wahrgenommen. So fand X-Wars Erwähnung in Artikeln der PC-Welt und der C’t und wurde von diesen Zeitschriften jeweils zum besten kostenlosen Browserspiel gekürt.
Zur vierten Beta wurden ein Fraktionssystem eingeführt, um den Spielern eine individuellere Spielgestaltung zu ermöglichen. Des Weiteren wurde ein Handelsposten eingeführt, in dem man spezielle Schiffe kaufen konnte.
Aufgrund von technischen Problemen, Serverausfällen und schlechter Erreichbarkeit des Spieles wechselten die Entwickler Ende 2004 zu Servern der gamigo AG. Durch Quality-of-Service-Klauseln im neuen Vertrag sollte die Erreichbarkeit von X-Wars verbessert werden. Wenig später, Anfang 2005 wurden sogenannte Premium-Accounts eingeführt, die für einen monatlichen Beitrag Leistungen wie eine Übersicht über alle Planeten oder beliebige Nachrichtenordner ermöglichen.
Ende 2004 startete die fünfte Beta. Eines der wesentlichen neuen Features war das Trägerdeck, das den Transport von Schiffen durch andere Schiffe ermöglicht.
Ein Jahr später, im Dezember 2005 startete Runde sechs. Es folgten kleinere Änderungen. Der Handelsposten verlor in Runde sechs an Bedeutung, da die dort verfügbaren Raumschiffe außer zu Beginn des Spieles nicht mit selbstgebauten Schiffen mithalten konnten.
Am 22. Januar 2007 endete die sechste Runde und die siebte Runde startete.
Kurz nach dem Start der fünften Runde, Anfang 2005, lizenzierten Sebastian Lagemann und Nils Mitoussis X-Wars an die Gameforge GmbH für den Betrieb außerhalb von Deutschland. Als erstes erschien eine französische Version, es folgten eine englische, eine polnische und eine spanische Version.
X-Wars gewann den SBG Gold-Award des Jahres 2005. Die Auszeichnung für Massively-Multiplayer-Browserspiele wird nach mehreren Bewertungsphasen durch Jury und Spiel-Communitys vergeben. Danach hatten die beiden Entwickler die Gelegenheit, das Spiel im Interview bei GIGA TV (NBC) vorzustellen.
Mit Beginn der siebten Beta wurde Anfang 2007 bekannt gegeben, dass der Betrieb und die Entwicklung von X-Wars an die mediatainment GmbH abgegeben wurde. Seit April 2012 sind die Server nicht mehr verfügbar. Ob es einen Relaunch geben wird, ist nicht bekannt.
April 2023 wurde die alte und originale Version von Sebastian Lagemann als Vorläufer zu einer neuen angekündigten Version von X-Wars gestartet.

## Features und Besonderheiten
In X-Wars konnte der Spieler zu Beginn des Spiels zwischen vier verschiedenen Rassen und sieben Fraktionen auswählen, was ihm, je nach Auswahl, diverse Boni und Mali auf Angriffswaffen, Verteidigungskomponenten, Spionage und Spionageabwehr gab. Der Technologiebaum umfasste jeweils über zwei Dutzend Gebäudetypen und Forschungszweige mit einem Abhängigkeitssystem. Es bestand die Möglichkeit mit anderen Spielern Handel zu treiben, sich einer Allianz anzuschließen, sowie weitere Planeten zu kolonisieren.
Mit dem Spiel wurden innovative Features für das Genre eingeführt. Dazu gehörte die Möglichkeit, eigene Raumschiffe verschiedener Größen am Reißbrett aus einer Menge von Schiffskomponenten zu konstruieren (2002). Ein entsprechendes Kampfsystem ermöglichte den Kampf beliebiger Flotten aus diesen eigenen Schiffen.
Weitere Merkmale waren der sogenannte Allianzhangar durch den es möglich war, von Planeten Verbündeter aus, Angriffe und andere Flottenaktionen zu starten. Außerdem gab es ein Trägerdeck, mit dem man Schiffe im Rumpf von anderen Schiffen transportieren konnte. Dadurch konnten sie in Angriffe über große Distanzen einbezogen oder getarnt werden.

## Community und IRC
Zum Spiel gehörte ein eigenes IRC-Netzwerk, das unter irc.xwars.de zu erreichen war. Der Hauptchannel lautete #xwars, im Channel #handel fanden Handelsabsprachen statt und in #support standen ehrenamtliche Mitarbeiter für die Betreuung von Spiel und IRC zur Verfügung.
Zudem hatten Allianzen die Möglichkeit öffentliche und private Channel registrieren zu lassen.

## Ähnliche Spiele
2017 wurde mit Last War ein Spiel veröffentlicht, das einige Spielkonzepte von X-Wars nachahmt.